# Eukoenenia madeirae
Eukoenenia madeirae is een spinnensoort in de taxonomische indeling van de Palpigradi.
Het dier komt uit het geslacht Eukoenenia. Eukoenenia madeirae werd in 1995 beschreven door Strinati and Condé.